# L'Anunciació (Van Eyck, Washington)
L'Anunciació, coneguda també com a Anunciació Mellon, és una pintura sobre taula a l'oli obra de Jan van Eyck de l'escola dels primitius flamencs, realitzada entre 1432-1436. És a la National Gallery of Art, a Washington DC. L'obra original sobre taula es va transferir a tela al segle xix. Es pensa que era l'ala esquerra (interior) d'un tríptic; de les altres parts no hi ha constància, tan sols especulacions. És un treball altament complex, amb una iconografia encara discutida pels historiadors d'art.
El quadre descriu l'Anunciació de l'Arcàngel Gabriel a la Verge Maria que seria la mare del fill de Déu ［Lluc 1:26-38］. La inscripció mostra les seves paraules: «AVE GRÃ. PLENA» o «Ave Maria, plena de gràcia... ». Ella es retira amb modèstia i respon, «ECCE ANCILLA DÑI.» o «Sóc l'esclava del Senyor». Aquestes paraules apareixen al quadre escrites cap per avall perquè Déu pugui llegir-les des del cel. Els dons de l'Esperit Sant, des de la finestra superior esquerra, descendeixen sobre Maria a través dels set rajos, amb el colom que simbolitza l'Esperit Sant que segueix la seva direcció. «És el moment en què el pla de Déu per a la salvació es posa en marxa. A través de l'encarnació humana de Crist, l'antiga era de la Llei es transforma en una nova era de la Gràcia».

## Dades de context

### L'autor

Home del turbant vermell;
un possible autoretrat de Jan van Eyck

Jan van Eyck (1380-1441) és, amb el seu germà Hubert, l'iniciador de l'escola dels primitius flamencs. Tots dos van néixer en un lloc proper a Maaseik, a la regió de Limburg. Al començament van treballar plegats, però Hubert va morir el 1426, deixant inacabada aquesta obra. La va continuar Jan, que va viure en un gran benestar econòmic al servei de Felip III de Borgonya.
El seu estil es caracteritza pel hieratisme i la immobilitat, i les seves preocupacions més grans eren la versemblança, la perfecció, el tractament de la llum i la perspectiva. Al costat d'aquesta obra, les més representatives són el Matrimoni Arnolfini, La Mare de Déu del canceller Rolin i La Mare de Déu del canonge Van der Paele.

### Relació de l'obra amb la seva època històrica
L'obra va ser pintada a Flandes durant el segle xv. En aquesta època apareix una societat avançada, amb una economia basada en productes tèxtils de luxe i el comerç, activitat afavorida per la seva excel·lent situació estratègica. Per allà passaven les grans rutes comercials terrestres que anaven des d'Itàlia i França cap a l'Atlàntic nord –a Anglaterra i països nòrdics– i les rutes marítimes que anaven del mar del Nord al Cantàbric. A la burgesia flamenca li agradava el luxe i l'art, d'acord amb el desenvolupament dels seus interessos econòmics i intel·lectuals. Aquestes obres anaven destinades al propi gaudi, és a dir, per tenir-les i lluir-les a casa, o bé a les seves capelles privades, en el que s'anomena la «pintura de devoció». Per aquest motiu es considera que la pintura és una tècnica ideal, manejable, barata i adequada per a reflectir els gustos burgesos.

### L'estil
L'obra està realitzada dins l'estil dels primitius flamencs. L'escola flamenca de pintura va ser una de les més importants del món, des dels seus inicis al segle XV fins al segle xviii. Per distingir aquest període primerenc del segle XV es fa servir la denominació d'«Escola dels primitius flamencs». Aquesta escola acostumava a pintar quadres de temàtica religiosa, que tractaven com a escenes costumistes, encara que també van desenvolupar el retrat i el paisatge. Utilitzaven la tècnica a l'oli i el seu estil es caracteritzava per la minuciositat, el detall en la reproducció d'objectes, el naturalisme i l'amor al paisatge. Entre els artistes més importants d'aquesta escola destaquen Jan van Eyck, autor d'aquesta obra, Roger van der Weyden i El Bosc. A Catalunya cal citar un deixeble seu, Lluís Dalmau, que va realitzar la Mare de Déu dels Consellers amb un estil molt semblant al del mestre.
Vasari va atribuir a Jan van Eyck el descobriment de la tècnica de la pintura a l'oli, tot i que posteriorment ha quedat demostrat que no va ser així, ja que l'ús de l'oli com a vehicle dels pigments ja s'utilitzava en obres pictòriques del segle xiii. El que sí que és destacable és el fet que Van Eyck transformés aquesta tècnica en un procediment d'una gran perfecció, emprant l'oli de llinosa amb altres dissolvents i vernissos que, aplicat en veladures, aconseguia l'assecament de les capes i facilitava les correccions.

## Tema
Es representa el tema de l'Anunciació, l'aparició de l'arcàngel Gabriel per comunicar a la Verge Maria que seria mare de Jesús, encara que no hagués tingut relacions sexuals, sinó que concebria un fill per obra de l'Esperit Sant. Ha esdevingut una escena clàssica per a l'art europeu.
La primera versió de la història apareix a l'evangeli de Sant Lluc ［Lc 1:26-38］. També apareix l'escena als evangelis apòcrifs i a l'Alcorà.
Del text bíblic són especialment conegudes les primeres paraules de l'arcàngel i la resposta de Maria, que apareixen representades de forma rellevant dins de l'obra.
| « | .... «Déu te guard, plena de gràcia, el Senyor és amb tu». .............. «Vet aquí l'esclava del Senyor; que es faci en mi segons la teva paraula»............ | » |

## Història
Els historiadors han coincidit en afirmar que la taula formava part d'un tríptic, molt probablement l'ala esquerra, si bé no hi ha pràcticament informació sobre els altres plafons que podien haver format un retaule per a un altar lateral o capella petita. Els temes dels altres plafons desapareguts són incerts, tot i que per al plafó central s'ha especulat en una Nativitat o una Adoració dels Reis Mags com a més probable –que seria com a mínim dues vegades més ample que aquest–, i amb una Visitació de Maria o una Presentació de Jesús ubicada a l'ala dreta. Els costats exteriors de les ales probablement estarien també pintats amb alguna escena, o fins i tot una figura en grisalla. En tot cas, és poc probable que s'haguessin descartat quan al segle xix es transferí la pintura a tela.

### Datació
La data estimada de la pintura és incerta i les estimacions la situaven des de 1428-29 (Panofsky) a 1433 (Tolnay) o 1434 (Friedländer). Però la descoberta el 1959 de la data 1437 escrita sobre el Tríptic de Dresden del Gemäldegalerie Alte Meister de Dresden va canviar considerablement tota la cronologia de Van Eyck, i «fa que no es continuï datant L'Anunciació abans de 1432» (Hand). La pintura, sembla que des del punt de vista estilístic, cal situar-la entre el Retaule de Gant i els últims treballs com La Mare de Déu a l'església del Staatliche Museen de Berlín.
Alguns historiadors havien considerat que la pintura era obra del seu germà Hubert van Eyck, mort el 1426. Però la neteja recent i l'anàlisi tècnica han ajudat a confirmar l'opinió majoritària que es tracta d'un treball de Jan.

### Moviments i canvis
La primera referència sobre l'origen de la pintura data de 1791, quan un cartoixà del monestir de Dijon, actualment a França però durant el segle xv fou la capital del ducat de Borgonya, va manifestar que en una visita a la Cartoixa de Champmol havia vist la pintura a l'espai del prior, originalment ubicada a la capella ducal del monestir: «... unes pintures sobre fusta de l'estil dels primers pintors flamencs, que venen de les capelles dels Ducs; són aproximadament de quatre peus d'alt. La primera, aproximadament d'un peu d'ample, és una Anunciació... ». El monestir va ser pràcticament destruït durant la Revolució Francesa, però havia estat el lloc d'enterrament dels ducs de Borgonya, i contenia molts treballs importants. La pintura esmentada es creu que probablement és aquesta anunciació. Tot i que les mides, definides al text original en francès com a pieds, no coincideixen exactament, la forma general és similar i el format estret i alt és pràcticament únic per a una anunciació flamenca. Aquesta informació va ser confirmada el 1843 per C.J. Nieuwenhuys; aquest comerciant de Brussel·les havia adquirit el quadre el 1817 en una subhasta a París i el va vendre a Guillem II dels Països Baixos. Va estar a Brussel·les fins al 1841, essent traslladada a continuació a La Haia. En el seu llibre de 1843, Nieuwenhuys explicava que el quadre «formava part d'un conjunt amb altres dos del mateix mestre, pintat per a Felip III de Borgonya i que es va destinar a guarnir una fundació religiosa a Dijon».
La tesi de la historiadora Carra Ferguson O'Meara reafirma la idea de l'encàrrec per part dels ducs, en afirmar que la Mare de Déu té els trets de la duquessa Isabel de Portugal.
El 1850 va ser comprada en una subhasta a la Haia pel tsar Nicolau I de Rússia perquè formés part de la col·lecció del museu de l'Ermitage, a Sant Petersburg. Probablement entre 1864 i 1870 l'Ermitage va fer la transferència de taula a tela, a causa dels problemes que sovint presenta amb el pas del temps la pintura sobre taula.
El 1929, el jove comerciant d'art alemany, Francis Matthieson va compilar per encàrrec del govern soviètic una llista de les cent pintures existents en col·leccions russes que mai no s'haurien de ser venudes sota cap circumstància. Va quedar molt sorprès en veure algunes d'aquestes pintures poc després a París en mans de Calouste Gulbenkian, un comerciant del petroli que havia negociat amb els russos. Gulbenkian volia que fos el seu agent en altres compres, però Matthieson, en canvi, va formar un consorci amb Colnaghi de Londres i Knoedler & cia. de Nova York, els quals el 1930 i 1931 compraven vint-i-una pintures dels russos, que serien venudes posteriorment al magnat estatunidenc Andrew Mellon, qui les va donar el 1937 a la National Gallery of Art de Washington, on figuren junt amb algunes de les pintures més importants de la col·lecció (treballs de Rafael, Botticelli, Ticià, Veronese, Velázquez i Rembrandt).

### Restauracions
La pintura va ser transferida de taula a tela cap al 1864, quan va estar a l'Ermitage. Se li va fer una neteja important el 1998, en què es va retirar el vernís i els repintats a més de fer un estudi tècnic. Amb anterioritat, el catàleg del NGA indicava que havia estat extensament restaurada. S'ha pintat a sobre del craquejat (esquerdat de la superfície pictòrica), especialment en el fons. Els repintats inclouen parts de la cara i el cabell de Gabriel, i el mantell de la Mare de Déu, que sembla també haver perdut part de la superfície per accions mecàniques o químiques a més d'haver-se tornat opaca una part de la capa de vernís.

## Descripció de l'obra

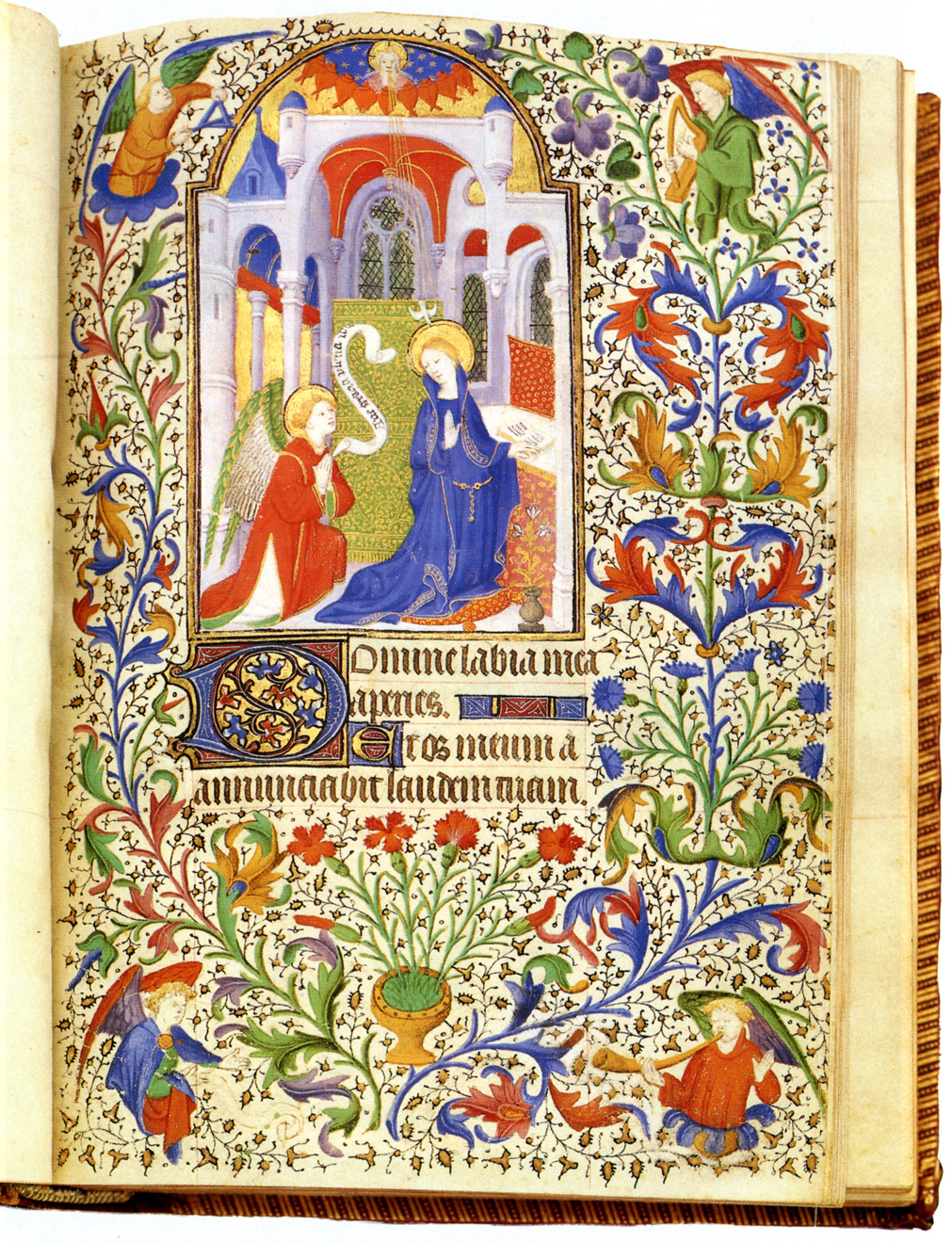
Llibre d'hores de Boucicaut (1410)

### El temple
Les anunciacions de finals del segle xiv i començaments del XV s'ubicaven en un pòrtic, un espai domèstic o un temple. Aquesta obra és considerada la primera pintura on l'acció se situa dins d'un temple, si bé és una evolució a partir d'algunes representacions ja presents en miniatures il·luminades i, més específicament, del Llibre d'hores de Boucicaut i d'un retaule de 1397 de Melchior Broederlam encarregat pel mateix monestir on s'exposava aquesta pintura. Tot i tractar-se d'una església fictícia, l'estructura s'ha associat a la catedral de Tournai o a Notre-Dame de Dijon.
La influència del mestre de Boucicaut s'aprecia en la inusual actitud de Maria mirant cap al cel i aixecant les mans. Però, a diferència de les miniatures, es pot observar la manca d'un altar, la qual cosa situa a Maria com a substituta, com a casa i temple de Déu, establint una relació amb l'entorn sagrat pel fet de rebre l'àngel i l'Esperit Sant. Aquesta composició adquiriria popularitat, ja que a l'edat mitjana es considerava que Maria havia estat una noia amb estudis que treballava al Temple de Jerusalem juntament amb altres donzelles escollides per fer girar cortines noves al sancta sanctorum.
La decoració del temple està inspirada en l'Antic Testament, si bé els temes es presenten amb l'estètica de l'edat mitjana i se centren a prefigurar l'arribada de Crist, el Messies. La seva arquitectura presenta una evolució cronològicament inversa: unes formes romàniques més antigues a la part alta i uns arcs gòtics lleugerament apuntats a la zona baixa, amb els pisos superiors enfosquits en una gran part i els nivells inferiors, en canvi, ben il·luminats. El concepte que vol transmetre Van Eyck és que la foscor de l'Antic Testament està a punt de ser succeïda per la llum del Nou Testament. El sostre pla de fusta està descuidat, amb taulons fora de lloc. L'ús de l'arquitectura romànica és una característica habitual de les pintures de Van Eyck i els seus seguidors i la incorporaven per tal d'identificar-se amb una configuració més jueva que cristiana; altres pintures mostren, d'una manera simbòlica, els dos estils al mateix edifici.

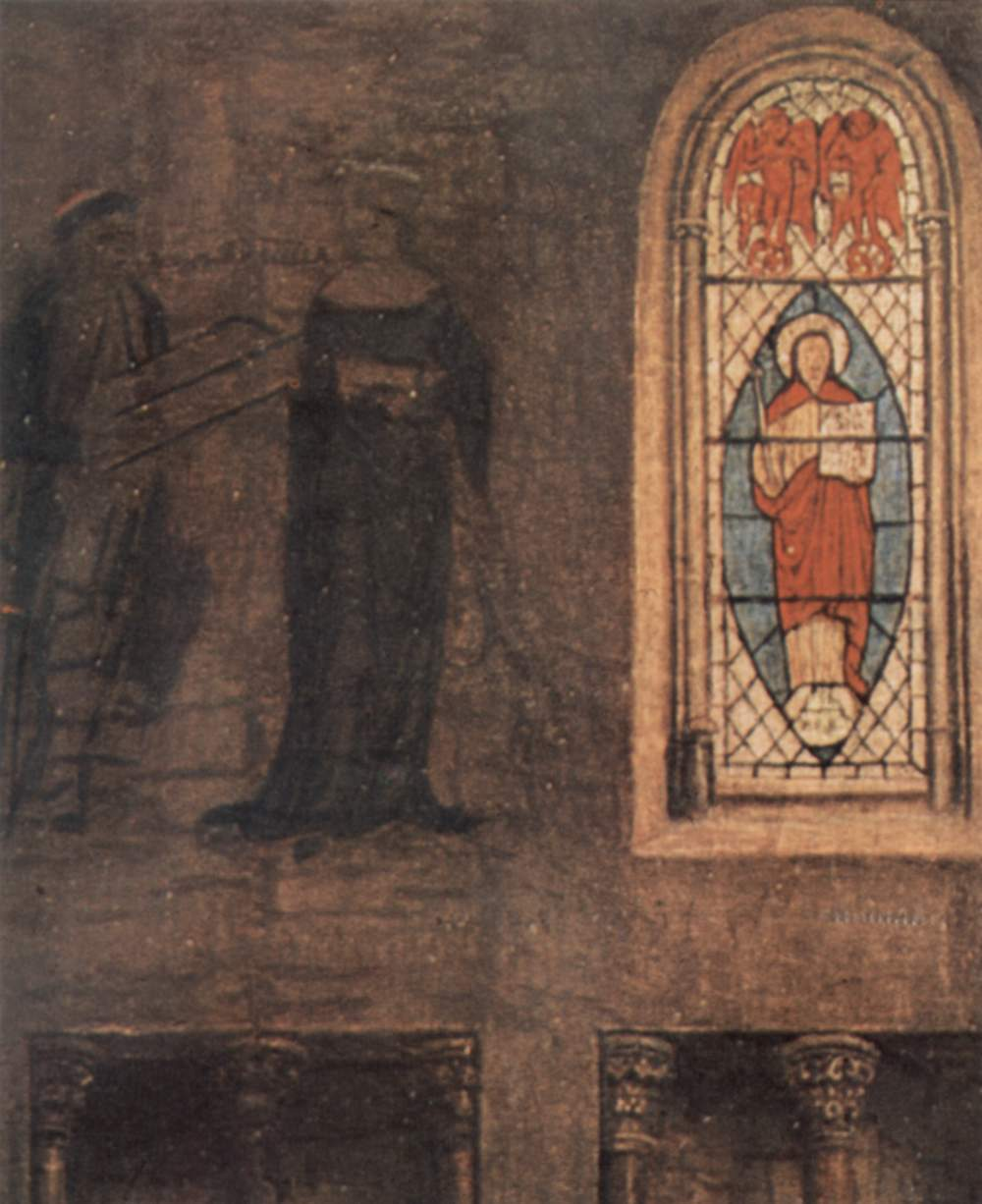
Al fons: al mur es veu Moisès trobat als joncs i al vitrall Jehovà amb serafins a sobre

La paret del darrere té un únic vitrall a la part més alta, on es veu una Maiestas Domini i uns querubins volant per sobre seu, tema que s'inspira en les profecies d'Isaïes i Ezequiel. Té als seus peus un globus amb un esquema terrestre isidorià on es pot llegir la paraula «asia».
Al costat d'aquest vitrall hi ha unes pintures murals tènues: a l'esquerra, sobre el tema del descobriment del petit Moisès per la filla del Faraó, pre-figurant l'Anunciació en si mateix i, a la dreta, Moisès rebent els deu manaments, en un paral·lelisme amb el Nou Testament que portaria Crist. Just a sota, hi ha dos tondos amb Isaac i Jacob, per als que s'han proposat diverses funcions simbòliques. Per sota hi ha una triple finestra, amb uns vitralls sense decoració que podria suggerir la Santíssima Trinitat.
Els dibuixos de les rajoles del terra aporten un contingut iconogràfic molt notable en el que es pot apreciar el triomf de David sobre Goliat tallant-li el cap［1 Samuel 17:51］; anuncia el triomf de Crist sobre el diable. Darrere, unes altres rajoles mostren a Samsó tirant a terra el temple dels Filisteus［Jutges 16:23-30］, prefigurant la Crucifixió i la mort dels filisteus dins del seu temple; segons autoritats medievals, és una referència al Judici Final.

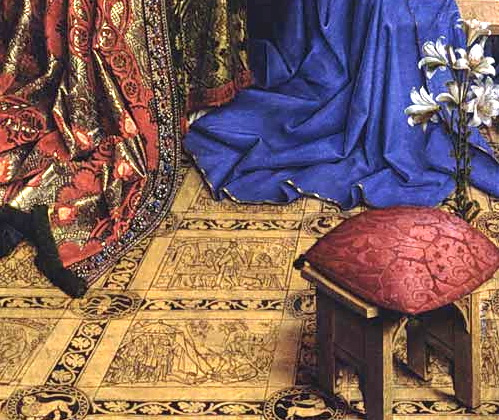
Rajoles, tamboret i lliris representen una part important de la iconografia

A l'esquerra, es pot veure, per una banda, a Dalila que està tallant els cabells de Samsó –la traïció de Crist–; de l'altra, a Samsó que està matant els filisteus –el triomf de Crist sobre el pecat–. També s'observa una minúscula part d'un altre dibuix que l'historiador John L. Ward ha identificat amb la mort d'Absalom i possiblement la d'Abimèlec［Jutges 9:8-20］,［Jutges 9:54］. Aquesta imatge s'ha d'interpretar com una preconfiguració de l'anticrist.
Erwin Panofsky, qui fou el que va desenvolupar primer una gran part d'aquesta anàlisi, va proposar un esquema de la importància dels signes zodiacals en les rajoles del paviment que estan organitzades de manera ortogonal; situa els signes del zodíac als vèrtexs, donant a entendre que Déu regna sobre el món i el poder dels astres. Segons aquest esquema, la Mare de Déu està ubicada sobre el signe de Verge i l'arcàngel sobre el d'Àries que correspon al mes de març, el mes de l'anunciació. A l'extrem inferior dret, els lliris que s'observen són un atribut tradicional relacionat amb la puresa de Maria, una simbologia molt utilitzada en les anunciacions d'aquest període. El tamboret ha estat motiu de diverses interpretacions: per la seva proximitat amb els lliris ha estat relacionat amb la humilitat de Maria, si bé també s'ha vist en ell l'escambell que s'esmenta a Isaïes 66:1 i que representaria «la terra» emparellada amb la maiestas de la part alta de la pintura. Una altra interpretació que està vinculada amb la seva proximitat a la rajola que mostra la mort dels filisteus, és la identificació amb un «tron buit» (etimasia) preparat per a la segona arribada de Crist en el Judici Final, un símbol que es remunta a l'art romà d'Orient més primerenc.

### Els personatges

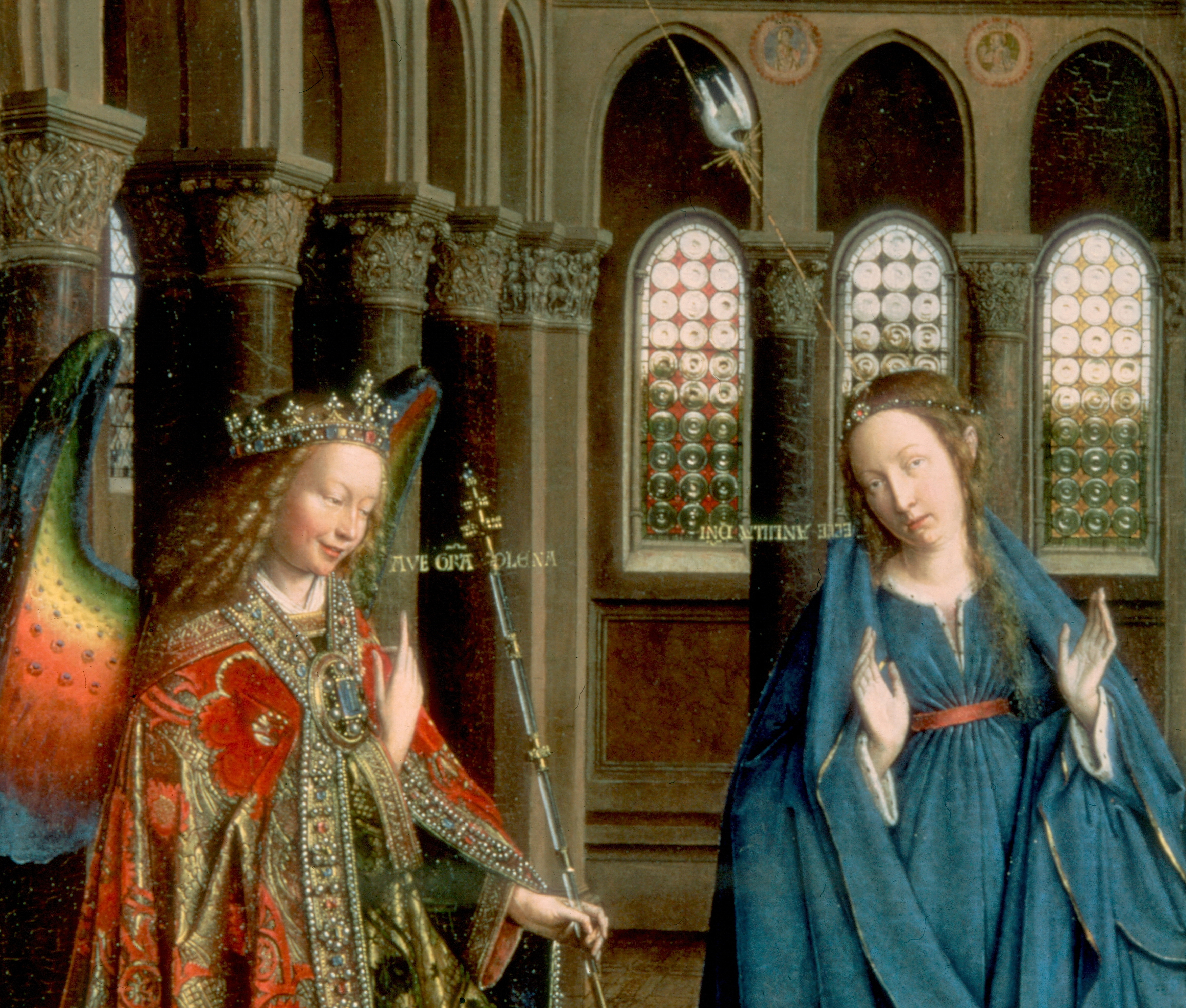
Detall - Gabriel, Maria i l'Esperit Sant

Els trets facials de la Mare de Déu podrien ser els d'Isabel de Portugal, esposa de Felip el Bo, Duc de Borgonya, qui podria haver encarregat la pintura a Van Eyck, el seu pintor de cort. Maria es vesteix amb un mantell d'un color blau com era habitual, que s'adorna amb un ermini, peça reservada a la reialesa, fet que reforça aquesta teoria –tot i que a l'edat mitjana també es donava molt d'èmfasi en la descendència reial de Maria–. D'acord amb una tradició habitual, especialment a les terres del Nord, els trets de Maria presenten menys atractiu que els de Gabriel; es considerava que la bellesa d'un àngel asexuat no provocava pensaments irreverents en l'espectador. Cap figura no té halo, un aspecte habitual en els primitius flamencs en interès del realisme i que va acabar essent seguit pels artistes italians. La postura de Maria és ambigua; no queda clar si està dreta, agenollada o asseguda. El llibre que està llegint a la imatge és massa gran per ser un llibre d'hores femení; com en altres pintures, està concentrada en la lectura en una part del temple. Val a dir que una autoritat medieval arribà a especificar que Maria estava llegint el Llibre d'Isaïes quan Gabriel va arribar.
La posició de la figura de Maria ha estat interpretada com a mitjancera entre Déu i l'home, figures representades respectivament: a la part alta de la pintura, amb imatges relatives a la naturalesa divina de Crist i la seva relació amb el Senyor de l'Antic Testament (Maiestas), i la part baixa, estan representats aspectes terrenals de l'existència de Crist. Reforçant el missatge de vinculació que representa Maria amb la figura de Crist, el personatge està ubicat de forma que el seu cap coincideix amb la finestra que representaria a Crist en el conjunt de finestres amb la representació trinitària.
Gabriel porta un ceptre i vesteix una capa pluvial amb una riquesa inusual que en lloc de l'habitual diadema està reforçada amb la seva corona. El joc de llums sobre les diferents textures de la pintura queda presentat de manera brillant; i els detalls dels dibuixos, especialment els del seu ric vestit, són excepcionals.

### Mida

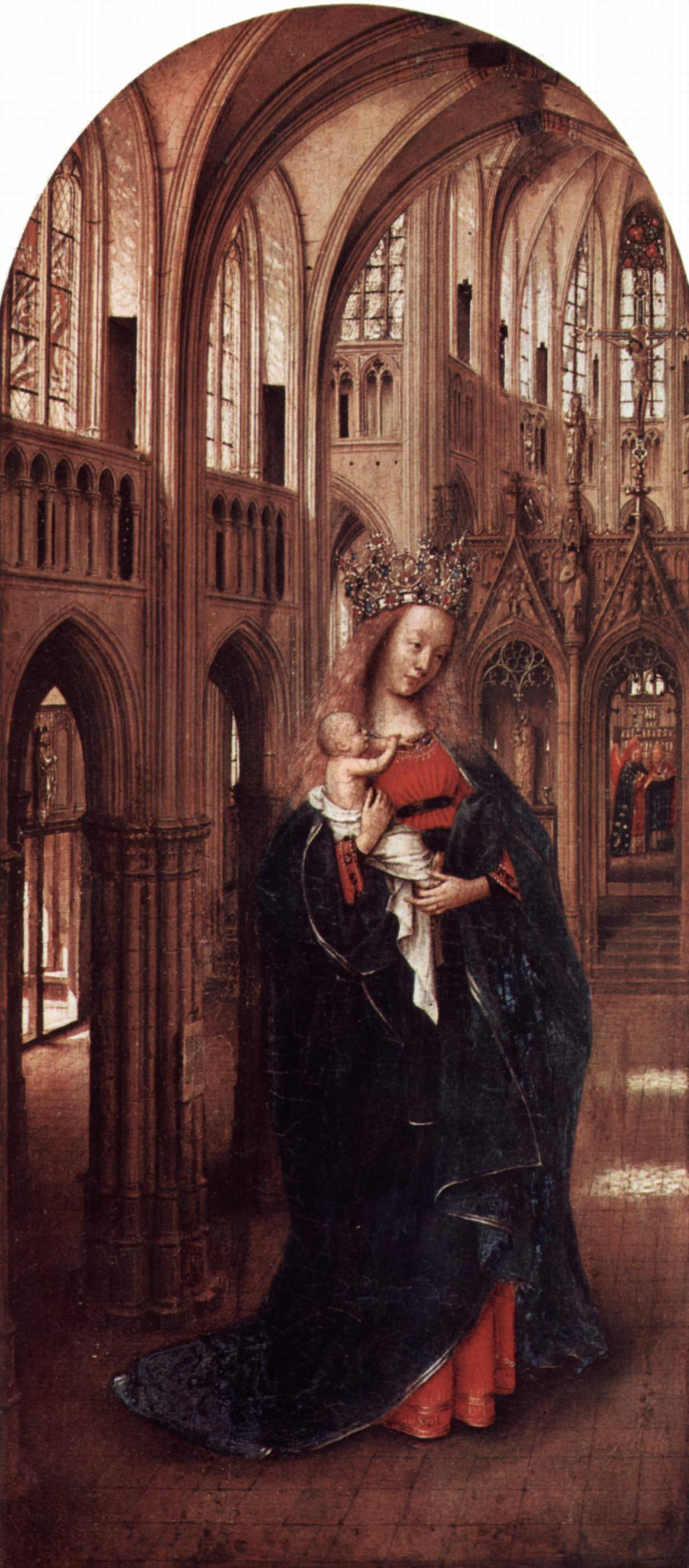
La pintura de Berlín

Molts escriptors, incloent-hi John Hand, consideren que les figures són molt altes comparades amb l'arquitectura. Certament és un tret característic d'algunes imatges de Maria realitzades per Van Eyck dins de l'església, amb un significat teològic particular, en donar a Maria una imatge de poder. A la pintura del Gemäldegalerie, Berlín es veu que la imatge de Maria, en proporció a una església gòtica europea, deu mesurar més de 15 metres, omplint la quasi totalitat de l'alçada de l'església.

### Temes sacramentals

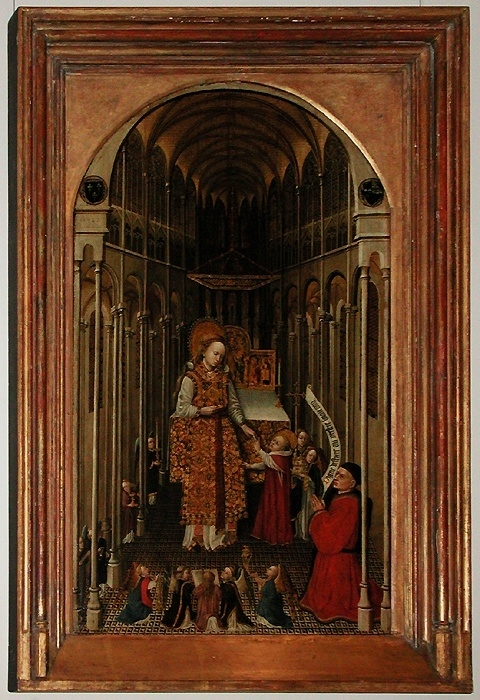
Le sacerdoce de la Vierge (El Sacerdoci de la Verge), 1425-50, Louvre, artista francès desconegut

Un altre dels temes de Van Eyck, i d'altres primitius flamencs, és la gran capa pluvial sobre una dalmàtica que porta Gabriel. Aquesta vestimenta correspon a un celebrant o encarregat d'una Missa Major. Maria està davant una taula amb un llibre d'una mida que correspondria ser un llibre d'Evangelis o missal, i té les mans alçades en un gest conegut com a expansis manibus.
Aquest és sens dubte un gest de sorpresa i incertesa amb què rep l'aparició sobtada de Gabriel i la seva notícia, però és també un gest usat pels sacerdots en certs moments de la missa. La pintura ha estat connectada amb la Missa Daurada («Missa Aurea»), un drama litúrgic, o missa dramatitzada, popular als Països Baixos a l'època, que incloïa una escenificació de l'Anunciació com la lectura de l'Evangeli. Habitualment, això és part d'un tema comú entre els primitius flamencs, on Maria, com a mitjancera entre el fidel i Déu, es compara amb, o es veu com, un sacerdot celebrant missa. Compara el sacrifici personal del seu fill amb el sacrifici ritual promulgat pel sacerdot a la missa. Un exemple extrem es pot veure a Le sacerdoce de la Vierge al Louvre, on es mostra clarament amb vestits litúrgics i celebrant la missa en un altar; més sovint, com en aquest cas, la comparació es fa més subtilment.

### Inscripcions
- A la dreta de Gabriel: AVE GR(ACI)A PLENA
- A la dreta de Maria (invertit): ECCE ANCILLA D(OMI)NI
- Mur posterior, a les diferents figures (d'esquerra a dreta): MOYSES F(I)SCELLA; segona figura:FI..PHARAONIS; banderola: O IN...US (incarnatibus?) HEBREORUM HIC EST; tercera figura: MOYSES; banderola: NO(N) ASSUMES NOM(EN) D(E)I TUI I(N) VAN(UM); quarta figura: D(OMI)N(U)S; tondo esquerre: ISAAC; tondo dreta: JACOB
- Globus vitrall: ASIA
- Al terra: A DALIDA UXORE S(UA) / SAUL REX /DAVID / GOLIAS / SAMSSON MULTAS GENTESINTERFECIT I(N) (CON)VIVIO / DAVID

## Tècnica pictòrica

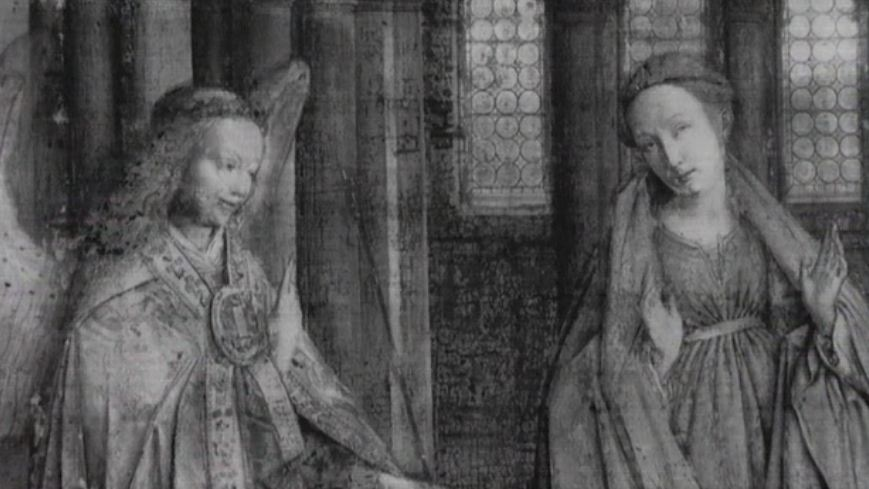
Dibuix subjacent dels personatges on s'aprecia el minuciós treball de preparació de Van Eyck

Una neteja el 1998 i l'examen amb tècniques modernes com reflectogrames d'infrarojos han revelat molt sobre la tècnica utilitzada per Van Eyck, similar a altres treballs seus com El matrimoni Arnolfini. El seu dibuix subjacent ha permès revelar que durant el treball es varen fer molts canvis.
La magnífica tècnica de la pintura a l'oli de Van Eyck és evident en tots els detalls. El pa d'or només va ser utilitzat per als set raigs que arriben de l'esquerra; les parts daurades de la vestimenta de Gabriel estan fetes amb pintura, sovint pintant sobre pintura humida per a aconseguir els efectes texturals de la seva roba de brocat. En una àrea fosca darrere els personatges, Van Eyck va aplicar un vernís amb els seus propis dits.
A part d'uns quants petits canvis a la posició de mans i cares, al dibuix subjacent s'observa que les petites pilastres a la paret esquerra estava previst originalment repetir-les a la paret del darrere i que fossin molt més altes, arribant gairebé al sostre, en tots dos casos. La pintura de la paret del darrere és més gruixuda que la de l'esquerra, denotant potser que va pintar les pilastres abans de canviar d'opinió. Al dibuix subjacent, els taulons del sostre són tots a lloc, i hi havia també una font lluminosa a la dreta que dibuixava unes ombres.
Les escenes narratives a les rajoles reemplacen un pla decoratiu més simple que el que figura al dibuix subjacent, i el tamboret s'ha tornat molt més gran. El gerro de lliris no només no figurava al dibuix subjacent, sinó que no tenia espai i el seu lloc hauria estat ocupat per la capa de la Mare de Déu o per terra. Això suggereix que va ser afegit mentre es pintava.
Van Eyck segueix en aquesta obra un desenvolupament des del dibuix subjacent similar al que es pot trobar en altres treballs essencials de l'artista. Sembla que Van Eyck va comptar amb assessors clericals, encara que sembla haver estat un considerable lector, i li agradava afegir complexitat posterior a les seves composicions mentre les treballava.

## Altres anunciacions contemporànies
El tema de l'Anunciació va ser recurrent en la pintura europea del segle xv, per això l'estudi de les influències entre pintors contemporanis ha estat objecte dels historiadors. El Tríptic de Mérode del mestre de Flémalle és una de les peces més treballades i famoses d'aquest període. Es considera que va ser la referència per a l'Anunciació que forma part del Retaule de Gant de Van Eyck i anterior a la present Anunciació. Si la imatge del retaule de Gant estava clarament inspirada en l'Anunciació de Mérode, Van Eyck va canviar el registre en aquesta obra tant en la ubicació (canviant l'interior domèstic per una església) com per la importància que li va assignar a Maria. Comparada amb l'Anunciació Friedsam, inicialment atribuïda al mateix Van Eyck i actualment considerada de Petrus Christus, coincideixen en destacar el punt d'inflexió que representa l'Anunciació entre l'antic testament i el nou, considerant aquest l'inici del pla de Déu per a la salvació. A partir de la representació dins d'un temple, es poden trobar altres obres amb aquesta influència com l'obra de Barthélemy d'Eyck.
- Retaule de Gant de Van Eyck (1432)
- L'Anunciació Friedsam, Petrus Christus (1450); la porta és romànica a l'esquerra (antic testament) i gòtica a la dreta (nou testament)
- Anunciació de Barthélemy d'Eyck amb moltes similituds en el tractament (1443)
- Anunciació de Mérode del mestre de Flémalle (1425-1428)